# Wybory prezydenckie w Mali w 2013 roku
Wybory prezydenckie w Mali odbyły się 28 lipca 2013. Druga tura wyborów prezydenckich odbyła się na 11 sierpnia 2013.
Były to przyśpieszone wybory po zamachu stanu z 2012 i wieloetapowej wojnie domowej, którą zakończyła interwencja francuska.
W wyborach prezydenckich udział wzięło 28 kandydatów. Żaden z kandydatów w pierwszej turze głosowania nie zdobył bezwzględnej większości. W związku z tym do drugiej tury przeszedł były premier Ibrahim Boubacar Keïta oraz Soumaïla Cissé. Zwyciężył w niej Keïta.

## Tło
W wyniku buntu Tuaregów (od stycznia do marca 2012 r.) władze centralne utraciły kontrolę nad kilkoma miastami, a rebelianci zdobyli kontrolę nad większością terenu Azawadu. Niezadowolone z sytuacji wojsko zbuntowało się i 22 marca 2012 odsunęło od władzy prezydenta Amadou Toumani Touré. Zamach stanu spowodował nałożenie na Mali sankcji przez społeczność międzynarodową. Sytuację polityczną wykorzystali Tuaregowie, którzy zainicjowali nową ofensywę wobec bezradnego wojska.
 W dniach 30 marca – 1 kwietnia 2012 zajęli kolejno najważniejsze miasta północnego Mali: Kidal, Gao, Timbuktu. Rebelianci ogłosili swoje zwycięstwo i zadeklarowali zakończenie operacji wojskowych 5 kwietnia 2012. 6 kwietnia 2012 Azawad proklamował niepodległość.
Pod koniec czerwca 2012 w Azawadzie doszło do wojny, w wyniku której islamscy radykałowie pokonali Tuaregów i wypędzili ich z głównych miast. W krótkim czasie Al-Kaida Islamskiego Maghrebu, Ruch na rzecz Jedności i Dżihadu w Afryce Zachodniej i Ansar ad-Din przejęły kontrolę nad całym Azawadem, zaprowadzając tam własne porządki i prawo opierające się na szariacie. Wobec groźby ataków terrorystycznych w Afryce i Europie przygotowywanych przez fundamentalistów z Azawadu, opracowano przy malijskim poparciu plan odbicia tego obszaru przez kraje stowarzyszone w ECOWAS. Plan operacji został ostatecznie zatwierdzony 20 grudnia 2012 przez Radę Bezpieczeństwa ONZ. Dzień później islamiści i MNLA ogłosiły zakończenie walk.
10 stycznia 2013 wojsko malijskie rozpoczęło akcje zaczepne na obrzeżach terenów zajętych przez islamistów. Rebelianci zajęli wówczas miasto Konna i po apelu prezydenta Dioncounda Traoré, 11 stycznia 2013 siły francuskie rozpoczęły bombardowania pozycji dżihadystów w ramach operacji Serwal. W pierwszym tygodniu operacji francuskie siły powietrzne bombardowały nacierających na południe Mali bojowników, by powstrzymać ich postępy (14 stycznia 2013 zajęli Diabaly, lecz cztery dni później Francuzi je odbili). Dokonywano również nalotów na twierdze rebeliantów w północnym Mali, doprowadzając do ucieczki dużych grup partyzanckich z miast, co ułatwiło w następnej fazie operacji siłom lądowym przechwytywanie kolejnych bastionów.
Do połowy kwietnia 2013 terytorium byłego Azawadu zostało spacyfikowane, a dżihadyści zaczęli odgrażać się atakami odwetowymi. Miasta znalazły się pod kontrolą wojsk malijskich. Podczas gdy siły francuskie rozpoczęły wycofywać się z Mali, ogłoszono, iż 28 lipca 2013 odbędą się wybory prezydenckie, które wyłonią prezydenta kraju i zastąpią pełniącego obowiązki głowy państwa Dioncoundę Traoré, który tymczasowo piastował władzę po oddaniu rządów w ręce cywilne przez lidera junty wojskowej Amadou Sanogo.

## Wyniki wyborów prezydenckich
| Kandydat                              | Partia                                                      | I tura    | I tura | II tura   | II tura |
| Kandydat                              | Partia                                                      | Głosy     | %      | Głosy     | %       |
| ------------------------------------- | ----------------------------------------------------------- | --------- | ------ | --------- | ------- |
| Ibrahim Boubacar Keïta                | Zgromadzenie na rzecz Rozwoju Mali                          | 1 222 657 | 39,23% | 2 354 693 | 77,61%  |
| Soumaïla Cissé                        | Jedność na rzecz Republiki i Demokracji                     | 605 901   | 19,44% | 679 258   | 22,39%  |
| Dramane Dembélé                       | Sojusz na rzecz Demokracji w Mali                           | 298 748   | 9,59%  |           |         |
| Modibo Sidibé                         |                                                             | 151 801   | 4,87%  |           |         |
| Housseini Amion Guindo                |                                                             | 144 336   | 4,63%  |           |         |
| Oumar Mariko                          | Afrykańska Solidarność na rzecz Demokracji i Niepodległości | 74 706    | 2,40%  |           |         |
| Choguel Kokalla Maiga                 |                                                             | 71 458    | 2,29%  |           |         |
| Cheick Modibo Diarra                  |                                                             | 64 829    | 2,08%  |           |         |
| Jamille Bittar                        |                                                             | 54 530    | 1,74%  |           |         |
| Mountaga Tall                         |                                                             | 47 405    | 1,52%  |           |         |
| Moussa Mara                           |                                                             | 46 869    | 1,50%  |           |         |
| Mamadou Bakary Sangare                |                                                             | 32 951    | 1,06%  |           |         |
| Soumana Sacko                         |                                                             | 27 210    | 0,87%  |           |         |
| Oumar Ibrahim Touré                   |                                                             | 25 610    | 0,82%  |           |         |
| Haïdara Aïchata Alassane Cissé        |                                                             | 23 622    | 0,76%  |           |         |
| Yeah Samake                           |                                                             | 17 464    | 0,56%  |           |         |
| Hamed Sow                             |                                                             | 17 417    | 0,56%  |           |         |
| Konimba Sidibe                        |                                                             | 17 217    | 0,55%  |           |         |
| Racine Seydou Thiam                   |                                                             | 16 620    | 0,53%  |           |         |
| Ousmane Ben Traoré                    |                                                             | 16 142    | 0,52%  |           |         |
| Oumar Boury Touré                     |                                                             | 16 022    | 0,51%  |           |         |
| Cheick Keita                          |                                                             | 15 156    | 0,49%  |           |         |
| Siaka Diarra                          |                                                             | 14 749    | 0,47%  |           |         |
| Youssouf Cissé                        |                                                             | 12 859    | 0,41%  |           |         |
| Cheick Boucadry Traoré                |                                                             | 9 432     | 0,30%  |           |         |
| Sibiri Koumare                        |                                                             | 9 169     | 0,29%  |           |         |
| Oumar Alhousseini Maiga               |                                                             | 8 571     | 0,28%  |           |         |
| Tiebilé Drame                         |                                                             | 5 919     | 0,19%  |           |         |
| Głosy nieważne                        | Głosy nieważne                                              | 403 532   | –      | 92 920    | –       |
| Razem                                 | Razem                                                       | 3 520 242 | 100    | 3 520 242 | 100     |
| Uprawnionych do głosowania/Frekwencja | Uprawnionych do głosowania/Frekwencja                       | 6 829 696 | 51,54% | 3 126 521 | 45,78%  |
| Źródło                                |                                                             |           |        |           |         |

W wyborach prezydenckich udział wzięło 28 kandydatów. Żaden z kandydatów w pierwszej turze głosowania nie zdobył bezwzględnej większości. W związku z tym do drugiej tury przeszedł były premier Ibrahim Boubacar Keïta oraz Soumaïla Cissé. W drugiej turze zdecydowanym zwycięzcą okazał się Keïta uzyskując 77,61% głosów.
Druga tura wyborów trwała 10 godzin i miała spokojny przebieg. Swoją porażkę już dzień później uznał Soumaila Cisse. „Kocham mój kraj i szanuję jego instytucje. Dlatego też w pełni zaakceptuję wynik wyborów” - dodał Cisse.
Keïta został zaprzysiężony na nowego prezydenta 4 września 2013 w stolicy Mali Bamako. Dzień po zaprzysiężeniu, Keïta desygnował Oumara Tatama Ly na stanowisko premiera. W listopadzie i grudniu 2013 w Mali przeprowadzono wybory parlamentarne.